# Törneby
Törneby (även kallad Stora Törneby Herrgård) är en herrgård i Kalmar socken i Kalmar kommun i Småland. Den är belägen i Törnebyslätt och ligger väster om Kalmar. 
Herrgården har anor från 1700-talet då Lars Cronstrand sammanförde ett antal gårdar och uppförde godset Stora Törneby. 1875 övertogs Stora Törneby av löjtnanten Albert Meurling som 1890 kom att uppföra den nuvarande huvudbyggnaden (vilken senare kom att bli officersmäss). 1937 förvärvade Kalmar stad godset för en köpeskilling om 240.000 kronor, godset omfattade då cirka 300 tunnland, dussinet hästar, 100 nötkreatur och 130 svin. 
Den 4 april 1941 överlät Kalmar Stad egendomen till Kunglig Maj:t och Kronan för att uppföra en flygflottilj på området. Egendomen kom under åren 1942 och 1980 att inhysa Kungliga Kalmar flygflottilj (F 12). Efter att F 12 avvecklades kvarstod Flygvapnets väderskola vid den före detta flottiljen som ett detachement till F 17 Kallinge. 
1983 avvecklades den sista militära verksamheten och flygplatsen övertogs av Luftfartsverket medan herrgårdsbyggnaden gjordes om till en hotell- och konferensanläggning.
I februari 2015 tog den internationella flygskolan Diamond Flight Academy Scandinavia över herrgården för utbildning av yrkespiloter.